# Liste der Straßennamen von Frankfurt am Main/L

## La
Lachnerstraße, Fechenheim
Die drei Brüder Lachner waren alle Komponisten und Kapellmeister aus Rain. Vinzenz Lachner (1811–1893) wurde ca. 1845 Musikdirektor in Frankfurt, sein Bruder Ignaz Lachner (1807–1895) wurde 1861 als Kapellmeister engagiert, während der bekannteste von ihnen, Franz Paul Lachner (1803–1890) hier nicht in Erscheinung trat.
Lachweg, Eschersheim
Das mhd. Wort Lache bedeutet „Pfütze“. Der Lachweg führt über den Lachgraben, von dem er häufig überschwemmt wurde. Die vormalige Römerstraße führte von Heddernheim (Römerstadt Nida) über den Berkersheimer Weg nach Bad Vilbel (Römische Thermen Bad Vilbel) und von dort an den Limes zum Kastell Altenstadt.
Ladenburgstraße, Dornbusch
Kommerzienrat Ernst Ladenburg (1854–1921), langjähriger Stadtverordneter in Frankfurt, von 1919 bis 1921 Präsident der Industrie- und Handelskammer Frankfurt.
Lahmeyerstraße, Riederwald
Wilhelm Lahmeyer (1859–1907), Frankfurter Industrieller, gründete 1890 das Unternehmen Wilhelm Lahmeyer & Co., das 1893 auf die Elektrizitäts-AG vormals W. Lahmeyer & Co. fusionierte. Die später in Lahmeyer AG umbenannte Firma wurde 1997 mit der RWE-Tochter Rheinelektra vereinigt.
Lahnstraße, Gallus
Die Lahn, 242 km langer Nebenfluss des Rheins, entspringt im Rothaargebirge/Nordrhein-Westfalen, passiert in Hessen die Städte Marburg, Gießen, Wetzlar, Weilburg und Limburg, um dann in Rheinland-Pfalz bei Lahnstein in den Rhein zu münden. Vor allem Kanufahrer und Radwanderer genießen seinen Streckenverlauf.
Lamboystraße, Sachsenhausen
Guillaume de Lamboy († 1659), kaiserlicher General im Dreißigjährigen Krieg, befreite 1635 Sachsenhausen von einem schwedischen Heer. 1635/1836 belagerte er Hanau, wurde aber durch ein hessisch-schwedisches Heer zum Abzug gezwungen. In Erinnerung an die Befreiung wird dort das Lamboyfest gefeiert, außerdem ist ein Stadtteil nach ihm benannt.
Landauer Straße, Nied
Landau (Pfalz), kreisfreie Stadt und Sitz des Landkreises Südliche Weinstraße, Rheinland-Pfalz
Länderweg, Sachsenhausen
Weg zwischen den Gemüseländern Richtung Oberrad
Landgraben, Bergen-Enkheim
Zur Sicherung vor Räubern, Dieben und Raubrittern entstanden im Mittelalter so genannte Landwehren, die mit Gräben und dazwischen angepflanztem Gebück aus miteinander verschlungenen Dornenhecken den Angreifern das Leben etwas schwerer machen sollten.
Landgrafenstraße, Bockenheim
Vor seiner Eingemeindung 1895 gehörte Bockenheim den Grafen von Hanau, später den Landgrafen von Hessen-Kassel.
Landgraf-Philipp-Straße, Eschersheim
Landgraf Philipp von Hessen, genannt der Großmütige (1504–1567), Vorkämpfer der Reformation, 1527 Gründer der Universität Marburg, der ersten protestantischen Hochschule, 1531 Mitgründer des Schmalkaldischen Bundes
Landgraf-Wilhelm-Straße, Eschersheim
Landgraf Wilhelm von Hessen (1532–1592), Sohn von Landgraf Philipp, begründete die Linie Kassel des hessischen Fürstenhauses Hessen-Kassel, ließ in Kassel die erste Sternwarte Mitteleuropas errichten.
Landvogtstraße, Dornbusch
In der Hohenstaufenzeit wurden für größere Bezirke Landvögte eingesetzt. Einer davon war u. a. für die Wetterau und Frankfurt zuständig. Graf Ulrich I. von Hanau wurde um 1300 für dieses Amt benannt.
Langenhainer Straße, Gallus
Langenhain, Stadtteil von Hofheim am Taunus im Main-Taunus-Kreis
Langenselbolder Straße, Fechenheim
Langenselbold, Stadt im Main-Kinzig-Kreis
Lange Schirn, Altstadt
Die Gasse der Metzger führte vom Markt zur Saalgasse. Schirnen waren im alten Frankfurt kleine Buden, in denen Metzger und andere Handwerker ihre Erzeugnisse verkauften. Der Name der ehemaligen Gasse stand Pate für die in den 1980er Jahren gebaute Kunsthalle Schirn.
Langheckenweg, Eschersheim/Dornbusch
Nach einem alten Flurnamen, der an den einstigen Heckwald um den heutigen Eschersheimer Wasserturm erinnert.
Langobardenweg, Unterliederbach
Die Langobarden, ein germanischer Volksstamm, siedelte sich in der Zeit der Völkerwanderung um 568 erfolgreich in der Lombardei an und assimilierte sich mit der dortigen Bevölkerung.
Langweidenstraße, Hausen
Hier sollen Weidenbäume gestanden haben, die für die Korbmacher das Material lieferten.
Lassallestraße, Riederwald (mind. ab 1918–1928 Maaßenstraße, 1933–1945 Tannenbergstraße)
Ferdinand Lassalle (1825–1864), deutscher Schriftsteller, Politiker, Staatssozialist und Arbeiterführer, gilt als einer der Gründerväter der deutschen Sozialdemokratie. Die Straße ist ab 1921 im amtlichen Adressbuch verzeichnet, zunächst aber  unbebaut.
- Karl Georg Maaßen, Mitschöpfer des Deutschen Zollvereins. Die zunächst unbebaute Straße ist im Großen-Verkehrsplan Frankfurt am Main mit Vororten, einer Beilage zum amtlichen Adreßbuch von 1918 für Frankfurt am Main und Umgebung, im neuen Stadtteil Riederwald eingetragen. Sie erstreckt sich zwischen der Lahmeyerstraße und der Friedrich-List-Straße, ist also kürzer als die heutige Lassallestraße. Erste Bewohner der Maaßenstraße weist das 1921er Adressbuch aus. Laut dem Adressbuch des Jahres 1928 wohnen die bisherigen Bewohner der Maaßenstraße nunmehr in der Lasallestraße, die damit verlängert wurde.
- In der Nazidiktatur wird die demokratisch legitimierte Ehrung für den Sozialisten Lassalle rückgängig gemacht (der zudem aus einer jüdischen Familie stammte). Stattdessen wird mit dem Namen Tannenbergstraße an einen deutschen Sieg über die russische Armee in der Schlacht bei Tannenberg (1914) erinnert. Dieser nicht ganz zutreffende Propagandabegriff aus dem 1. Weltkrieg sollte die historische Niederlage gegen Polen und Litauer in der Schlacht bei Tannenberg (1410) überschreiben.

Laubestraße, Sachsenhausen
Heinrich Laube (1806–1884), Dichter und Dramaturg, war Mitglied der Frankfurter Nationalversammlung 1848.
Launhardtstraße, Ostend (bis 1933 Göringstraße)
Wilhelm Launhardt (1832–1918), Bauingenieur für das Eisenbahn- und Brückenbauamt, Rektor der Technischen Hochschule Hannover, Volkswirtschaftler.
Launitzstraße, Sachsenhausen
Eduard Schmidt von der Launitz (1797–1869), Bildhauer, Schöpfer des Gutenberg-Denkmals am Roßmarkt und anderer Plastiken im Stadtgebiet
Laurentiusstraße, Bergen-Enkheim
Benannt nach dem Kirchenpatron der Bergen-Enkheimer evangelischen Kirchen, dem Heiligen Laurentius, eingedeutscht Lorenz, der um 258 den Märtyrertod starb.
Lausitzstraße, Niedererlenbach
Die Lausitz ist eine deutsch-polnische Grenzregion im südlichen Brandenburg, dem östlichen Sachsen und dem polnischen Niederschlesien.
Lauterbacher Straße, Fechenheim
Lauterbach (Hessen), Kreisstadt im Vogelsbergkreis, wo man gerne seine Strümpfe verliert (siehe Lauterbacher Strumpflied) und Strolche verzehrt – denn unter dem Namen Lauterbacher Strolch wurde dort der erste deutsche Camembert hergestellt. Ausgangspunkt des Vulkanradwegs auf einer ehemaligen Bahnstrecke

## Le
Leberecht-Migge-Anlage, Kalbach-Riedberg
Leberecht Migge (1881–1935), deutscher Landschaftsarchitekt und Autor, Förderer und Weiterentwickler der Gartenstadt; Zusammen mit Ernst May und dem Gartenbaudirektor Max Bromme gestaltete er den Übergang von der Frankfurter Kernstadt zu den neuen Siedlungen in der Peripherie. Die Gärten und Grünanlagen der Römerstadt-Siedlung sind ein bekanntes Beispiel für diese Zusammenarbeit am Projekt Neues Frankfurt.
Legienstraße, Unterliederbach (1933–1945 Wartburgstraße)
Carl Legien (1861–1920), Politiker und Gewerkschaftsführer, Reichstagsabgeordneter (SPD), Vorsitzender des Allgemeinen Deutschen Gewerkschaftsbundes (ADGB)
- Wartburg, Burg bei Eisenach, in der Martin Luther seine Bibelübersetzung fertigte.

Lehrbergerstraße, Rödelheim (1935–1945 Ganerbenstraße)
Israel Lehrberger († 1841) gründete 1796 eine Druckerei in Rödelheim. 1832 übernahm er die von Wolf Heidenheim dort betriebene hebräische Druckerei, die erst 1912 nach Frankfurt verlagert wurde.
- Ganerbschaft bedeutete im altdeutschen Recht gemeinsames Eigentum mehrerer Erben an einer Sache, hier der Burg in Rödelheim.

Leibbrandstraße, Ostend
Karl von Leibbrand (1839–1898), Bauingenieur, Konstrukteur früher Gelenk-Betonbrücken
Leibnizstraße, Nordend
Gottfried Wilhelm Leibniz (1646–1716), deutscher Philosoph und Wissenschaftler, Mathematiker, Diplomat, Physiker, Historiker, Bibliothekar, quasi ein Universalgenie seiner Zeit
Leimenrode, Nordend
Leim bedeutet hier Lehm. Dieser war in Frankfurt reichlich vorhanden, mit ihm wurden die Wände der Fachwerkhäuser hergestellt.
Leinwebergasse, Fechenheim
Nach dem Beruf des Leinwebers, der in Fechenheim stark vertreten war.
Leipziger Straße, Bockenheim (bis 1910 Frankfurter Straße)
Benannt nach Frankfurts Partnerstadt Leipzig, mit der sie nicht nur die Buchmesse verbindet.
Bekannte und beliebte Einkaufsstraße in Frankfurt-Bockenheim.
Lenaustraße, Nordend
Nikolaus Lenau (1802–1850), österreichischer Schriftsteller des Biedermeier
Lenzenbergstraße, Zeilsheim
Lenzenberg, 492 m hohe Erhebung bei Niedernhausen im Taunus
Leo-Gans-Straße, Fechenheim (1938–1945 Friedrichshafener Straße)
Leo Gans (1843–1935), deutscher Chemiker und Industrieller jüdischer Abstammung; Dank seiner Ideen erlangten die Cassella Farbwerke Mainkur ihre weltweite Bedeutung. Für seine Verdienste als Mäzen und Förderer von Wissenschaft und Kultur wurde er 1928 zum Ehrenbürger ernannt.
- Friedrichshafen, Kreisstadt im Bodenseekreis

Leonardo-da-Vinci-Allee, Bockenheim
Leonardo da Vinci (1452–1519), italienischer Maler, Bildhauer, Architekt, Musiker, Anatom, Mechaniker, Ingenieur, Naturphilosoph; Er wird als das italienische Universalgenie bezeichnet. Mit der Straßenbenennung wird seine Pionierarbeit in Sachen Flugtechnik gewürdigt.
Leonhard-Heißwolf-Straße, Sossenheim
Leonhard Heißwolf, Politiker, Stadtverordnetenvorsteher von 1924 bis 1933, stellvertretender Vorsitzender der SPD im hessischen Landtag ab 1946
Leonhardsgasse, Seckbach
Nebenstraße der Wilhelmshöher Straße, führt am Seckbacher Ried vorbei und in ihrer Verlängerung (Gwinnerstraße) in die Seckbacher Niederung.
Leopold-Ehrmann-Straße, Bergen-Enkheim
Leopold Ehrmann (1881–1942), jüdischer Taschner, am Vereinsleben sehr aktiv beteiligter Mitbürger und Vorturner im Turnverein Bergen, später dessen Vorsitzender; Leopold Ehrmann kam 1938 in sogenannte Schutzhaft, seine Frau Henny wurde 1942 verschleppt. Sie kam ins KZ Majdanek. Beide gelten als verschollen. Ihrer Tochter Fränze gelang 1939 die Auswanderung in die USA.
Leo-Tolstoj-Straße, Nieder-Eschbach
Leo Tolstoj (1828–1910), mit vollem Namen Lew Nikolajewitsch Graf Tolstoi, russischer Schriftsteller; Sein Hauptwerk Krieg und Frieden hatte entscheidenden Einfluss auf die Literaturgattung des historischen Romans.
Lepsiusstraße, Griesheim früher Wöhlerstraße
Bernhard Lepsius (1854–1934), Direktor der Chemischen Fabrik Griesheim-Elektron von 1899 bis 1910
Lerchesbergring, Sachsenhausen
Ausgedehnte Obstgärten am Sachsenhäuser Berg zogen Scharen von Lerchen an, daher der mundartlich verfremdete Namen.
Lersnerstraße, Nordend
Patriziergeschlecht, im 17. Jahrhundert geadelt; Herausragende Repräsentanten waren Achilles August von Lersner (1662–1732), der eine Chronik der Stadt Frankfurt verfasste, und sein Sohn Georg August von Lersner (1701–1749), der dieses Werk fortsetzte und vollendete.
Lessingstraße, Westend
Gotthold Ephraim Lessing (1729–1781), wichtigster deutscher Dichter der Aufklärung; Mit seinen Dramen und seinen theoretischen Schriften hat er die weitere Entwicklung der deutschen Literatur wesentlich beeinflusst. Minna von Barnhelm und vor allem Nathan der Weise sind auch heute noch gern gespielte und exemplarische Schauspiele dieses Genres.
Lettigkautweg, Sachsenhausen
Lettig oder Letten ist eine schwere, schieferhaltige Tonerde, die sich beim Häuserbau verwenden ließ. Zwischen dem Mühlberg und dem Wendelsweg befand sich eine diesen Lettig enthaltende Kaute = Grube.
Leuchte, Bergen-Enkheim
Alter Flurname, der bereits 1392 als „Lichtholz vor dem Bruche zu Emekeym“ erwähnt wird. Durch mundartliche Lautverschiebung wurde daraus die bereits 1483 erwähnte Leuchte, d. h. eine Waldlichtung und Weidefläche, die auch als Militär-Sammelpunkt und Truppenübungsplatz diente.
Leunastraße, Höchst
Die Stadt Leuna bei Merseburg ist Zentrum der mitteldeutschen Chemieregion. Die Straße verläuft unmittelbar vor dem Tor Ost, dem Haupteingang der ehemaligen Hoechst AG. Die beiden nächsten Parallelstraßen heißen Ludwigshafener Straße und Leverkuser Straße. Direkt vor der Haustür des Stammwerks des ehemaligen Chemiekonzerns wurden damit die drei anderen großen deutschen Chemiestandorte geehrt.
Leutholdstraße, Bonames
Anastasius Leuthold gründete um 1540 die bis 1640 bestehende Bonameser Papiermühle.
Leverkuser Straße, Höchst
Leverkusen ist Heimat des Pharmakonzerns Bayer AG und hat deshalb mit Höchst viel gemeinsam (weiteres siehe Leunastraße).

## Li
Lia-Wöhr-Platz, Gallus
Lia Wöhr (1911–1994), im Frankfurter Stadtteil Gallus geborene und aufgewachsene Volksschauspielerin, Regisseurin, Tänzerin, Sängerin und Fernsehproduzentin, volkstümlich durch ihre Rollen im Blauen Bock und der Familie Hesselbach.
Licher Straße, Nordend
Lich, Stadt im Landkreis Gießen, bekannt durch die originelle Bierwerbung der dortigen Brauerei
Lichtenbergstraße, Eckenheim
nach einer Seitenlinie des Hanauer Grafengeschlechtes, den Grafen von Hanau-Lichtenberg; Lichtenberg, bei Bouxwiller (Bas-Rhin) im Nordelsass gelegen, fiel 1697 an Frankreich. Noch heute erinnern Namen wie Étang de Hanau im Elsass und Hanauerland bei Kehl an die vormalige Herrschaft.
Lichtensteinstraße, Nordend
Die 1514 erloschene Patrizierfamilie Schurge zum Lichtenstein war um 1400 Besitzer der Oede, die später von der Familie Holzhausen übernommen wurde.
Liebfrauenberg und Liebfrauenstraße, Altstadt
Im Mittelalter wurden viele Kirchen und Kapellen der Muttergottes geweiht, unserer Lieben Frauen. So auch die 1308 von Wigels von Wanebach († 1322) gestiftete Liebfrauenkapelle auf der besagten Anhöhe, die bereits 1325 zur Liebfrauenkirche aufgewertet wurde und auch nach der Reformation katholisch blieb.
Liebigstraße, Westend
Justus von Liebig (1803–1873), deutscher Chemiker; In die Geschichte eingegangen ist Justus von Liebig als der bekannteste, berühmteste und erfolgreichste Chemiker seines Jahrhunderts und als Begründer der Organischen Chemie, der Agrikulturchemie und der Ernährungsphysiologie.
Liebknechtstraße, Unterliederbach (1933–1945 Malmedystraße)
Wilhelm Liebknecht (1826–1900), Journalist und Reichstagsabgeordneter, einer der Gründerväter der Sozialdemokratischen Partei Deutschlands (SPD) und bedeutender Gegenspieler zum Reichskanzler Otto von Bismarck
- Malmedy, bis 1920 deutsche / preußische Stadt in Ostbelgien

Liederbacher Straße, Unterliederbach
Unterliederbach, Stadtteil von Frankfurt; Die Straße wurde in den 1920er Jahren als Verbindung zwischen Höchst und Unterliederbach angelegt.
Liegnitzer Straße, Sachsenhausen
Legnica (deutsch Liegnitz), Stadt in der Woiwodschaft Niederschlesien in Westpolen; Sie liegt rund 60 km westlich der niederschlesischen Hauptstadt Breslau.
Liesel-Christ-Anlage, Innenstadt
Liesel Christ (1919–1996), Frankfurter Volksschauspielerin, populär durch ihre Rolle als „Mamma“ Hesselbach
Ligusterweg, Frankfurter Berg
Liguster ist eine Pflanzengattung aus der Familie der Ölbaumgewächse
Liliencronstraße, Dornbusch
Detlev von Liliencron (1844–1909), deutscher Dichter, Lyriker, Prosa- und Bühnenautor, war einige Zeit in Frankfurt als Leutnant des Frankfurter Infanterieregiments 81 stationiert.
Lilienthalallee, Bockenheim
Otto Lilienthal (1848–1896), Pionier der Flugzeug-Entwicklung, starb an den Folgen eines Absturzes.
Lili-Schönemann-Steige, Ostend
Lili Schönemann (1758–1817) ging als Goethes „Lili“ in die Literaturgeschichte ein. Sie war kurzfristig mit Goethe verlobt, die beiden trennten sich wieder. Sie wurde danach Gattin eines Straßburger Bürgermeisters.
Lilo-Günzler-Straße, Schwanheim
Liselotte (Lilo) Günzler (1933–2020), Überlebende der NS-Zeit, Lehrerin und Zeitzeugin. 2009 mit dem Bundesverdienstkreuz ausgezeichnet. Als Kind einer jüdischen Mutter und eines nichtjüdischen Vaters entkam sie nur mit viel Glück der Deportation durch die Nazis. Erst in hohen Jahren berichtete sie ihrer Familie und später auch vielen Schulklassen von ihren Erfahrungen im Nationalsozialismus.
- Zuvor war die Straße nach dem Komponisten Hans Pfitzner (1869–1949) benannt. Die Ehrung des „erwiesenen Antisemiten und Holocaustleugners“ wurde im Dezember 2020 rückgängig gemacht.[6][7][8]

Limescorso, Heddernheim
Der Name erinnert an den Limes, den die Römer zum Schutz vor den Germanen gebaut hatten. Nida, in dessen ehemaliger Mitte das Nordwestzentrum erbaut wurde, musste dennoch um 260 nach Christus aufgegeben werden.
Limpurgergasse, Altstadt
Ursprünglich Alhardis-Gasse genannt, vom Römerberg nach Westen abgehend, bildete sie die Grenze zwischen dem Haus Klein-Limpurg im Süden, das im Mittelalter das ständige Messequartier der Wollweber aus Limburg an der Lahn und 1405 von der Frankfurter Patriziergesellschaft Alten Limpurg übernommen worden war, und der Römerzeile im Norden, deren südlichstes Gebäude – ehemals Haus Laderam, dann Alt-Limpurg – 1495 ebenfalls in den Besitz von Alten Limpurg übergegangen war.
Lindberghplatz, Bockenheim
Charles Lindbergh (1902–1974), US-amerikanischer Pilot, war der erste Mensch, der 1927 mit einem Flugzeug ohne Zwischenlandung den Atlantik von New York nach Paris überquerte. Das Gebiet am Rebstock beherbergte einen der ersten deutschen Flughäfen, in der Nachbarschaft erinnern weitere Straßen an bedeutende Frauen und Männer der Luftfahrt.
Lindheimer Gasse, Altstadt
Die nicht mehr existierende Straße lief von der Töngesgasse zur Schnurgasse (heute: Berliner Straße), als erste Parallelgasse westlich der Fahrgasse. Die heutige Gasse Im Trierischen Hof liegt im Bereich der ehemaligen Lindheimer Gasse. Lindheim (heute Gemeinde Altenstadt) ist ein Ort in der Wetterau. Nach ihm benannte sich der Frankfurter Schöffe Markolf von Lindheim (gen. 1302), der der Straße ihren Namen gab (1305 wird hier ein Haus in vico Marcolfi de Lintheim erwähnt).
Lindleystraße, Ostend
William Lindley (1808–1900), britischer Ingenieur, erbaute u. a. als Stadtbaurat die Frankfurter Kanalisation und Wasserleitung. Sein Sohn William Heerlein Lindley (1853–1917) war sein Nachfolger im Amt. Wie wirksam ihre Arbeit war, zeigt die Statistik, wonach in Frankfurt die Todesrate durch Typhus von 1868 bis 1883 von 80 auf 10 je 100.000 Einwohner sank.
Linkstraße, Griesheim
Peter Link, katholischer Pfarrer in Griesheim von 1890 bis 1909, verhalf der Gemeinde zu einer eigenen Kirche.
Linnéstraße, Bornheim
Carl Linnaeus, nach seiner Erhebung in den Adelsstand 1761 Carl von Linné (1707–1778), war ein schwedischer Naturwissenschaftler, der die Grundlagen der modernen Taxonomie (binäre Nomenklatur) entwickelte. Nach diesem System werden bis heute Tier- und Pflanzenarten mit einem Doppelnamen charakterisiert, bestehend aus dem Gattungsnamen und dem Zusatz für die jeweilige Art.
Lise-Meitner-Straße, Bockenheim
Lise Meitner (1878–1968), österreichisch-schwedische Kernphysikerin jüdischer Abstammung; Unter anderem lieferte sie die theoretische Erklärung für die erste Kernspaltung, die ihrem Kollegen Otto Hahn 1938 gelang. 1938 ging sie ins Exil. Trotz großer Anerkennung durch die Fachwelt erhielt sie für ihre Entdeckung keinen Nobelpreis.
Lissabonner Straße, Gallus
Lissabon, Hauptstadt Portugals
Lixfelder Weg, Rödelheim
Lixfeld, Ortsteil der Gemeinde Angelburg im Landkreis Marburg-Biedenkopf

## Lo
Loënstraße, Nordend
Johann Michael von Loën (1694–1776), preußischer Hofrat und Frankfurter Schriftsteller, Großonkel von Goethe
Löherstraße, Sachsenhausen
Löher war der örtlich gebräuchliche Begriff für Lohgerber, die in Frankfurt in einer Zunft zusammengeschlossen waren.
Löhnunggasse, Fechenheim
Heinrich Löhnung († 1868), Bürgermeister in Fechenheim von 1839 bis 1868
Lohoffstraße, Rödelheim
Gottfried Eduard Lohoff (1838–1913), evangelischer Pfarrer in Rödelheim von 1883 bis 1905, schuf dort hessenweit einen der ersten Kindergärten.
Lohrgasse, Seckbach
nach historischer Flurbezeichnung; Lohr bedeutete „leer“, „kahl“. Der Lohrberg war früher unbewaldet. Die Lohrgasse liegt zwischen Draisbornstraße und Wilhelmshöher Straße.
Lokalbahnhof, Sachsenhausen
Die 1847 eröffnete Frankfurt-Offenbacher Lokalbahn war eine Eisenbahnstrecke zwischen Frankfurt und Offenbach am Main. Sie traf an dieser Stelle auf die Bahnstrecke Frankfurt am Main–Heidelberg. 1955 wurde sie als unrentabel stillgelegt.
Londoner Straße, Gallus
London, Hauptstadt von Großbritannien, eine der bedeutendsten Finanzmetropolen der Welt
Lönsweg, Schwanheim
Hermann Löns (1866–1914), deutscher Journalist und Schriftsteller; Legendär sind seine Figuren „Mümmelmann“ oder die Geschichte vom „Mordhirsch“. Löns meldete sich im Ersten Weltkrieg freiwillig zum Militär und fiel schon im September 1914 bei Reims. Besonders wegen seines im Dreißigjährigen Krieg spielenden nationalistischen Romans Der Wehrwolf wurde Löns im Dritten Reich verherrlicht.
Loreleistraße, Unterliederbach
nach dem 132 m hohen Schieferfelsen Lorelei am Rheinufer bei Sankt Goarshausen, berühmt vor allem durch Heinrich Heines Gedicht, das 1837 von Friedrich Silcher vertont wurde (Ich weiß nicht, was soll es bedeuten, …)
Lorsbacher Straße, Gallus
Lorsbach, seit 1972 Stadtteil von Hofheim am Taunus im Main-Taunus-Kreis
Lorscher Straße, Rödelheim, früher Feldbergstraße
Lorsch, Stadt im Landkreis Bergstraße. Bekannt ist Lorsch durch das zum Weltkulturerbe ernannte Kloster Lorsch. Im Lorscher Codex wurde Rödelheim als Radilenheim am 21. September 788 in einer Schenkungsurkunde erstmals urkundlich erwähnt.
Lortzingstraße, Nordend
Albert Lortzing (1801–1851), deutscher Komponist, Schauspieler und Sänger; Er gilt als Hauptrepräsentant der deutschen Spieloper, in der die romantische Oper und die volkstümliche Oper zusammenfließen. Am bekanntesten seine Oper Zar und Zimmermann.
Lötzener Straße, Bockenheim
Giżycko (deutsch Lötzen), seit 1945 polnische Stadt im ehemaligen Ostpreußen, der heutigen Woiwodschaft Ermland-Masuren
Lotte-Specht-Park, Gallus
Lotte Specht (1911–2002), Gründerin des ersten Frauenfußballvereins, lebte im Gallus.
Lotzstraße, Nied
Wilhelm Lotz (1829–1879), Schriftsteller, schrieb über nassauische Bau- und Kunstdenkmäler. Nied gehörte lange Zeit zum Herzogtum Nassau. Vor der Eingemeindung 1928 hieß die Straße nach Kaiser Friedrich III.
Louis-Appia-Passage, Ostend
Louis Appia (1818–1898), aus Hanau gebürtiger Arzt war Mitgründer einer Vorläuferorganisation des Internationalen Komitées vom Roten Kreuz.
Louis-Pasteur-Straße, Niederursel
Louis Pasteur (1822–1895), französischer Wissenschaftler und Pionier auf dem Gebiet der Mikrobiologie; Pasteur entwickelte Impfstoffe u. a. gegen den Milzbrand und die Tollwut. Er entdeckte auch, dass durch das kurzzeitige Erhitzen von Lebensmitteln einen Großteil der darin enthaltenen Keime abgetötet wird. Dieses Verfahren wird daher auch Pasteurisierung genannt.
Löwengasse, Bornheim
nach dem ehemaligen Gasthaus zum Löwen; Bornheim war vormals ein sehr beliebter Ausflugsort für die Frankfurter Bürger, mit vielen Wirtschaften und sonstigem Amüsement. Die Ausdrücke „Bornheimer Schlippsche“ und „Bornheimer Mädche“ zeugen noch davon. Die Gasse verbindet das Bornheimer Fünffingerplätzchen mit dem Bornheimer Hang.

## Lu
Lübecker Straße, Westend
Lübeck, Hansestadt an der Ostsee; beim Bau des I.G. Farben-Verwaltungsgebäudes wurde die Bremer Straße (heute Reuter Weg / Bremer Platz) geplant, die Hansaallee neu angelegt und der ehemalige Affensteiner Weg in „Lübecker Straße“ umbenannt.
Lucaestraße, Eschersheim
Gustav Lucae (1814–1885), Mediziner und Zoologe, Professor der Senckenbergische Naturforschende Gesellschaft, Verfasser vieler anatomischer Werke
Luciusstraße, Höchst
Eugen Lucius (1834–1903), Chemiker, gründete 1863 mit Carl Friedrich Wilhelm Meister und Ludwig August Müller die Theerfarbenfabrik Meister, Lucius & Co., die späteren Farbwerke Hoechst.
Lucy-Hillebrand-Straße, Kalbach-Riedberg
Lucy Hillebrand (1906–1997), Architektin, ab 1927 mit eigenem Atelier in Frankfurt, nach 1945 intensive Beschäftigung mit dem Schul- und Erziehungsbau, mit Schwerpunkt Niedersachsen, wo sie für viele Schul-, Kultur- und Jugendbauten verantwortlich zeichnete.
Ludolfusstraße, Bockenheim
Jobus Ludolfus (1624–1704), aus Erfurt stammender Frankfurter Gelehrter und Orientalist, der sich zum ersten Mal literarisch mit der Luftschifffahrt beschäftigte
Ludwig-Emmel-Weg, Bergen-Enkheim
Ludwig Emmel (1936–2004), Ornithologe und Naturwissenschaftler; Berger Ortspfleger des Frankfurter Museums für Vor- und Frühgeschichte und Ehrenvorsitzender der AG Heimatmuseum Bergen-Enkheim. Er erforschte das Enkheimer Ried und die Geschichte des Weinbaus am Berger Hang.
Ludwig-Erhard-Anlage, Westend
Ludwig Erhard (1897–1977) war Wirtschaftsminister und zweiter Bundeskanzler der Bundesrepublik Deutschland von 1963 bis 1966, vor allem aber gilt er bis heute als der Vater des Wirtschaftswunders.
Ludwig-Fulda-Weg, Kalbach-Riedberg
Ludwig Fulda, eigentlich Ludwig Anton Salomon, (1862–1939), in Frankfurt geborener Dichter, Dramatiker und Übersetzer; Er wirkte ab 1889 in Berlin, wo er die Freie Bühne gründete und leitete. Von den Nationalsozialisten gedemütigt und entrechtet, beging er 1939 Suizid.
Ludwig-Gallmeyer-Straße, Oberrad
Ludwig Gallmeyer (1865–1909) war Lehrer in Oberrad, Schriftsteller und Dichter, außerdem Chormeister des dortigen Gesangvereins „Eintracht“.
Ludwig-Gehm-Weg, Praunheim
Ludwig Gehm (1905–2002) war ein sozialistischer Widerstandskämpfer im Dritten Reich und deswegen von 1936 bis 1943 im KZ Buchenwald inhaftiert. 1970 wurde ihm die Wilhelm-Leuschner-Medaille des Landes Hessen verliehen. Er engagierte sich bis zu seinem Tod als Zeitzeuge für die Aufarbeitung der nationalsozialistischen Verbrechen.
Ludwig-Hensler-Straße, Unterliederbach
Ludwig Hensler (1871–1935), ab 1910 katholischer Pfarrer an der Justinuskirche in Höchst, bewahrte diese vor dem langsamen Verfall.
Ludwig-Jost-Allee, Unterliederbach
Ludwig Jost († 1977), Frankfurter Stadtverordneter, Mitbegründer der örtlichen CDU
Ludwig-Klemann-Weg, Bergen-Enkheim
Ludwig Klemann, Bürgermeister von Bergen-Enkheim von 1886 bis 1917; Auf seine Initiative wurden die dortigen Festungsanlagen größtenteils geschleift, gelegentlich gegen ziemlichen Widerstand der Bevölkerung. In diesem Zusammenhang versuchte Enkheim, sich von Bergen zu lösen, anfangs mit Erfolg, letztlich jedoch gescheitert.

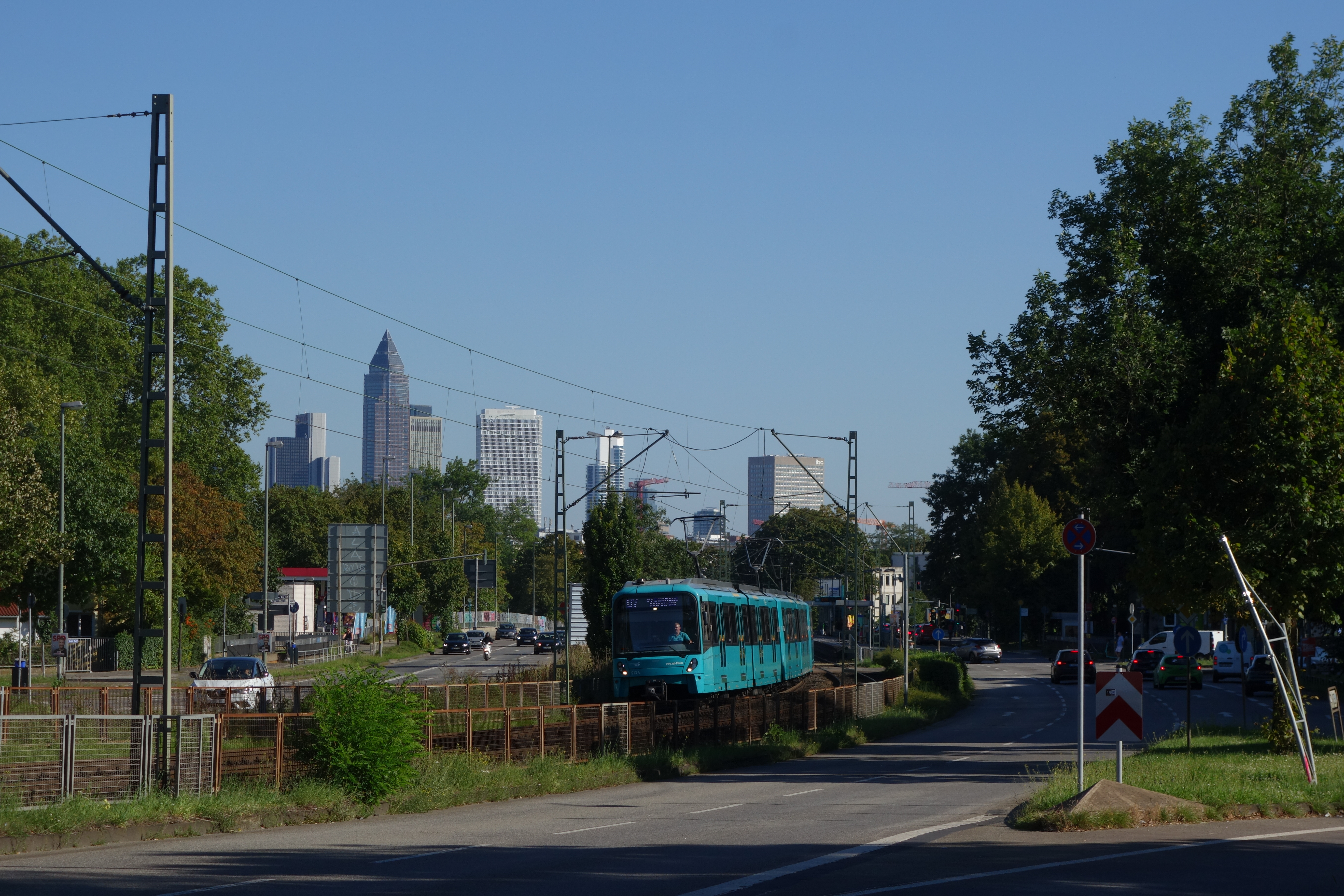
Ludwig-Landmann-Straße als B 44 an deren Beginn in Frankfurt-Rödelheim, in der Mitte verläuft die Trasse der U-Bahn-Linie 7

Ludwig-Landmann-Straße, Bockenheim, Hausen, Praunheim, Rödelheim (früher: Hindenburgstraße)
Ludwig Landmann (1868–1945) war von 1924 bis 1933 Frankfurter Oberbürgermeister und gilt als Vater des „Neuen Frankfurts“. Während seiner Amtszeit entstanden u. a. moderne Wohnsiedlungen wie die Römerstadt und die Heimatsiedlung unter der Leitung von Stadtbaurat Ernst May sowie die ersten Planungen für eine Autobahn (HaFraBa).
Ludwig-Quidde-Straße, Nieder-Eschbach
Ludwig Quidde (1858–1941), Historiker, Politiker und Pazifist, erhielt 1927 den Friedensnobelpreis; Nach der Machtergreifung durch die Nationalsozialisten emigrierte er 1933 in die Schweiz.
Ludwig-Rehn-Straße, Sachsenhausen
Ludwig Rehn (1849–1930), praktischer Arzt in Griesheim, ab 1886 Chefarzt und Chirurg im Städtischen Krankenhaus, ab 1914 Professor an der Universität Frankfurt.
Ludwig-Reinheimer-Straße, Heddernheim
Dr. Ludwig Reinheimer (1894–1945), bis 1935 Stadtarzt im Stadtgesundheitsamt, 1943 verhaftet, zeitweise eingesperrt im Arbeitserziehungslager Heddernheim, vermutlich 1945 im KZ Flossenbürg ermordet.
Ludwig-Richter-Straße, Eschersheim
Adrian Ludwig Richter (1803–1884) war ein bedeutender Maler und Zeichner der deutschen Romantik.
Ludwig-Ruppel-Straße, Bonames
Ludwig Ruppel, letzter Schultheiß von Bonames
Ludwigsburger Weg, Zeilsheim
Ludwigsburg, Kreisstadt in Baden-Württemberg, nördlich von Stuttgart.
Ludwig-Scriba-Straße, Höchst
Ludwig Scriba (1847–1933), Fabrikant, Gründer der Höchster Eisengießerei L. Scriba. Stellvertretender Bürgermeister der Stadt Höchst.
Ludwigshafener Straße, Höchst
Ludwigshafen am Rhein ist wie ehemals Höchst Konzernsitz eines Weltkonzerns der Chemieindustrie, der BASF (siehe auch unter Leunastraße).
Ludwigstraße, Gallus
König Ludwig der Deutsche (ca. 806–876), Enkel von Karl dem Großen, war ein großer Förderer Frankfurts, wo er auch starb.
Ludwig-Tieck-Straße, Eschersheim
Ludwig Tieck (1773–1853), deutscher Dichter, Schriftsteller, Herausgeber und Übersetzer der Romantik.
Ludwig-Zamenhof-Weg, Sachsenhausen
Ludwik Lejzer Zamenhof (1859–1917), polnischer Augenarzt und Philologe, hat die am weitesten verbreitete internationale Plansprache, Esperanto, begründet (siehe auch Esperantostraße in Sachsenhausen).
Luginsland, Innenstadt
Nach einem alten Festungsturm in der Frankfurter Stadtmauer.
Luisenplatz und Luisenstraße, Bornheim
Mayer Carl Freiherr von Rothschild benannte den 1864/66 erbauten Luisenhof nach Baronin Louise von Rothschild.
Lupinenweg, Frankfurter Berg
Lupinen sind eine Pflanzengattung in der Unterfamilie der Schmetterlingsblütler (Faboideae) innerhalb der Familie der Hülsenfrüchtler
Lurgiallee, Niederursel
benannt nach der Lurgi AG, einem Anlagenbauer mit Sitz in Frankfurt. Der Firmenname leitet sich aus den Mittelbuchstaben der ursprünglichen Bezeichnung Metallurgische Gesellschaft ab.
Luthmerstraße, Nied
Ferdinand Luthmer (1842–1921), Geheimer Baurat, Professor und Architekt, beschrieb u. a. die nassauischen Bau- und Kunstdenkmäler. Bis zur Eingemeindung von Nied 1928 führte die Straße den Namen Elisabethstraße, nach Kaiserin Elisabeth von Österreich-Ungarn (Sissi).
Luxemburgerallee, Ostend
das Geschlecht der Luxemburger stellte mit Kaiser Karl IV (1316–1378) einen Frankfurt sehr wohlgesinnten Herrscher. Durch die Goldene Bulle bestimmte er 1356 Frankfurt zur offiziellen Wahlstadt des Reiches. Bis 1792 wurden dann alle deutschen Kaiser dort gewählt.
Luzernenweg, Frankfurter Berg
Luzerne, Nutzpflanze aus der Familie der Hülsenfrüchtler (Fabaceae). Alfalfa ist die amerikanische Bezeichnung für die Luzerne. Alfalfa-Sprossen werden in der Küche in Salaten und als Brotbelag verwendet.

## Ly
Lyoner Straße, Niederrad
Lyon ist die zweitgrößte Stadt von Frankreich und Partnerstadt Frankfurts.